# Romain Marchessou
Romain Marchessou (7 de setembro de 1986) é um halterofilista monegasco. Participou dos Jogos Olímpicos de Verão de 2008 e ficou em 24º lugar, na categoria até 77 kg.